# Ставрополски държавен музей-резерват
Ставрополски държавен музей-резерват (с цяло име: Ставрополски държавен историко-културен и природно-ландшафтен музей-резерват „Григорий Прозрителев и Георги Праве“, на руски: Ставропольский государственный историко-культурный и природно-ландшафтный музей-заповедник им. Г. Н. Прозрителева и Г. К. Праве) е регионален музей в град Ставропол, Русия.
Той е обект на културното наследство на страната. Разположен е в историческия център на града, в сградата на бившата търговска аркада, построена през 1873 г. от архитект П.К. Никифоров. Основан е през 1905 г. Негов директор е Николай Анатолиевич Охонко.

## История
Основан е 24 февруари 1905 г., когато е създаден от провинциалния статистически комитет като музей на местната история на Северен Кавказ. Регионалният статут се определя от историческата роля на провинцията в южна Русия – дълго време Ставропол е бил център на Северен Кавказ.
През 1970 г. музеят е кръстен на един от основателите Георги Праве. През 1993 г. се актуализира историята на музея, по-късно той получава името и на Григорий Прозрителев. В периода от 1984 до 1986 г. надстроена е двуетажната сграда на музея, а старите експозиции са демонтирани. През 1990-те години на нова площ се създават експозиции по история и етнография на Ставрополския край от 18–20 век, въвежда се съвременна експозиция по геология и палеонтология, развиват се експозиции за археология и природния свят. Характерна особеност на работата на музея през този период е активната изложбена дейност, както от собствени колекции, така и от вносни колекции. През 2005 г. местният исторически музей е преобразуван в Ставрополски държавен исторически, културен и природен ландшафтен музей-резерват „Григорий Прозрителев и Георги Праве“, а през 2008 г. е разработена и утвърдена програма за цялостно развитие на музея–резерват за периода до 2020 г., на базата на която се формира нов тип музей.

## Експозиции

### Зала на археологията
Археологическата експозиция на музея–резерват представя множество паметници, които свидетелстват за социално–икономическото развитие, постиженията на бита и художествената култура на далечните предци на съвременните жители на Ставрополския край.
В древни времена съвременната територия на региона е била обитавана от различни народи, чиито етнически имена не са оцелели до наши дни. Но благодарение на теренната археология могат да се нарекат археологически култури, като се използват топоними за имена на хората (територии в близост до селищата, където са открити археологически обекти) или особеностите на погребалната структура, които характеризират всеки конкретен народ.
Например, представители на майкопската археологическа култура – еталонен паметник е открит на територията на съвременния град Майкоп. Или племената на катакомбната археологическа култура – техните погребения са имали сложна структура, състояща се от минен коридор, дромос и гробна камера – катакомба.

### Зала на етнографията
Етнографската експозиция отразява културата и бита на коренното номадско и планинско население на Северен Кавказ, казаците, руските и украинските селяни преселници, както и техните домакински съдове и инструменти за домашно производство. В секцията „Градска култура“ са пресъздадени хотелска стая на курортен град от 19 век, хол на търговец от началото на 20 век, жилище от 50–те и 60–те години на миналия век с първите образци на съветски домакински уреди.

### Зала на историята
В експозиционната зала на отдела по история е открита обновена изложба „Ставропол от век на век“, отразяваща събитията от най-новата история (от 1917 г. до наши дни).

### Зала на природата
На посетителите се представят уникални палеонтологични находки (скелет на носорог – еласмотерии, два от петте пълни скелета на южен мамут в света, скелетите на жителите на Сарматско море: кит – цетотерии, делфин, тюлен и същински костни риби), колекция от тропически пеперуди, зоологическа колекция, колекция от минерали, както и много други експонати от светът на природата.

## Структура

### Ръководство
Основни длъжностни лица към 29 април 2019 г.:
- директор – Николай Анатолиевич Охонко
- заместник–директор по научната дейност – Егор Валентинович Карагодин
- заместник–директор – Наталия Николаевна Еремеева
- заместник–директор – Алексей Владимирович Токар
- главен уредник – Нина Александровна Галфингер
- завеждащ отдел за връзки с обществеността – Уляна Николаевна Охонко
- завеждащ отдел – Алла Петровна Макодзеба